# 八代神社
八代神社（やつしろじんじゃ）は、熊本県八代市妙見町にある神社である。妙見宮（みょうけんぐう）、妙見さん。旧社格は県社。上宮、中宮、下宮の三宮からなるが、現在は下宮が本宮である。福島県の相馬妙見、大阪府の能勢妙見と並んで、日本三大妙見の一つといわれる。

## 由緒
1730年（享保15年）に書かれた『妙見宮実紀』によれば、795年（延暦14年）、横岳頂上に上宮を創祀。1160年（永暦元年）、中宮を建立。1186年（文治2年）に、後鳥羽天皇の勅願で、検校散位（けんぎょうさんみ）大江朝臣隆房により下宮が創建された。
1870年（明治3年）までは妙見宮と呼ばれた。妙見神とは、北極星・北斗七星の象徴である。神道と仏教の両部の宮寺で、広く崇敬を受け、八代、下益城、芦北三郡の一の宮として栄えた。1871年（明治4年）、神仏分離令により、天之御中主神、国常立尊を祭神とし、社名を八代神社と改められ、県社となった。
11月22日、23日の妙見祭は、九州三大祭りの一つで「八代妙見祭の御幸行事」として、国の重要無形民俗文化財に指定されている。

## 御祭神
- 天之御中主神
- 国常立尊

## 八代妙見祭

### 重要無形民俗文化財（国指定）
八代妙見祭（やつしろ みょうけんさい）は、八代神社の秋の例大祭であり、九州三大祭の一つである。「八代妙見祭の御幸行事」として、国の重要無形民俗文化財に指定されている。2011年（平成23年）3月9日指定。「山・鉾・屋台行事」の１つとして国際連合教育科学文化機関（ユネスコ）の無形文化遺産に登録されている。2016年（平成28年）11月30日に登録が決定した。
八代妙見祭は八代地方において最大の祭礼行事で、もっとも古い祭礼の記録は相良氏が支配していた時代の記録である『八代日記』の1515年（永正12年）に記述がある。当時は下宮と中宮のあいだで神輿の神幸が行われていた。安土桃山時代に妙見宮が衰退し祭礼が途絶えた時期があったが、加藤氏支配の時代に復興が図られた。1632年（寛永9年）に八代に入った細川三斎より神輿など祭礼道具の寄進を受け、その後の領主松井氏に妙見宮の保護が引き継がれた。
御旅所である塩屋八幡宮まで「お下り」され、一泊される。翌日、八代神社まで「お上り」の神幸で、神輿、神主、社僧、鉄砲、神馬や、八代独自の山車である笠鉾、長崎くんち風の獅子、妙見伝説にちなんだ亀蛇（玄武）など、江戸時代後期よりほぼ変わらないさまざまな風流物が行列をともにする。
- お下り11月22日、お上り11月23日。

## 氷室祭
氷室祭（ひむろまつり、ひむろさい）とは、八代神社で毎年5月31日から6月1日（氷朔日）にかけて執り行われるお祭りのこと。江戸時代初期、八代城主細川忠興が、八代神社に参拝した際、無病息災を祈念して八代の三室山の氷室に貯蔵してあった雪を奉納した事に由来すると伝わる。
雪の塊を模した雪餅（米粉を水で練り、蒸籠で蒸した餅菓子）を、お供えしたり食べたりする。無病息災を祈願して、特に還暦、厄入り・厄明けなど人生の節目に当たる人々が大勢参拝する。

## 主な例祭日
- 御田植神事

1月3日。お田植え祭り。
- 十七夜祭

7月17日

## 境内社
- 大宮神社

祭神 - 日本武尊。
- 稲荷神社

祭神 - 保食神。

## 境内
- 妙見宮の六地蔵幢

## 境外末社

### 霊符神社
- 祭神 - 北辰星・霊符尊星
- 由緒 - 霊符神社（れいふじんじゃ）は八代神社の末社、鎮宅霊符神の総本社。推古天皇のころ、百済国聖明王の第3王子琳聖太子が八代に日本最初の霊符神を伝え、白木山神宮寺（妙見宮の神宮寺）に鎮座した。信仰すれば、除災興栄、富貴反映を得るという。明治維新後廃仏毀釈で荒廃したが、大正年代に再興[10]。
- 所在地 - 八代神社東方約200メートル